# قعيقعان (يريم)

تعديل مصدري - تعديل

قعيقعان هي إحدى قرى عزلة رعين بمديرية يريم التابعة لمحافظة إب، بلغ تعداد سكانها 1005 نسمة حسب تعداد اليمن لعام 2004.